# Nordmarks härad
Nordmarks härad var ett härad inom nuvarande Årjängs kommun samt de västra delarna av Eda kommun. Häradet omfattade 2 033 km². Tingsplatsen låg i Långelanda i Silbodals socken fram till år 1936, då ett nytt tingshus togs i bruk i Årjäng.

## Vapen
Häradssigillet visade en upprest björn, vilken kommit att gå igen som vapen för dels Årjängs köping, som först blivit municipalsamhälle år 1924 och sedan Årjängs köping år 1941, men sedermera även för Årjängs kommun.

## Geografi
Nordmarks härad upptas i söder av sjöarna Stora Le, Foxen, Lelång, Västra och Östra Silen med flera natursköna sjöar och karga skogs- och bergsbygder, vilka är bebyggda i de nord-sydliga dalgångarna och avvattnas av Upperudsälven. I de mera höglänta och sjöfattiga norra delarna ligger bygderna kring övre Köla älv och dess huvudbiå från söder. Genom häradets södra del går Dalslands kanal. 

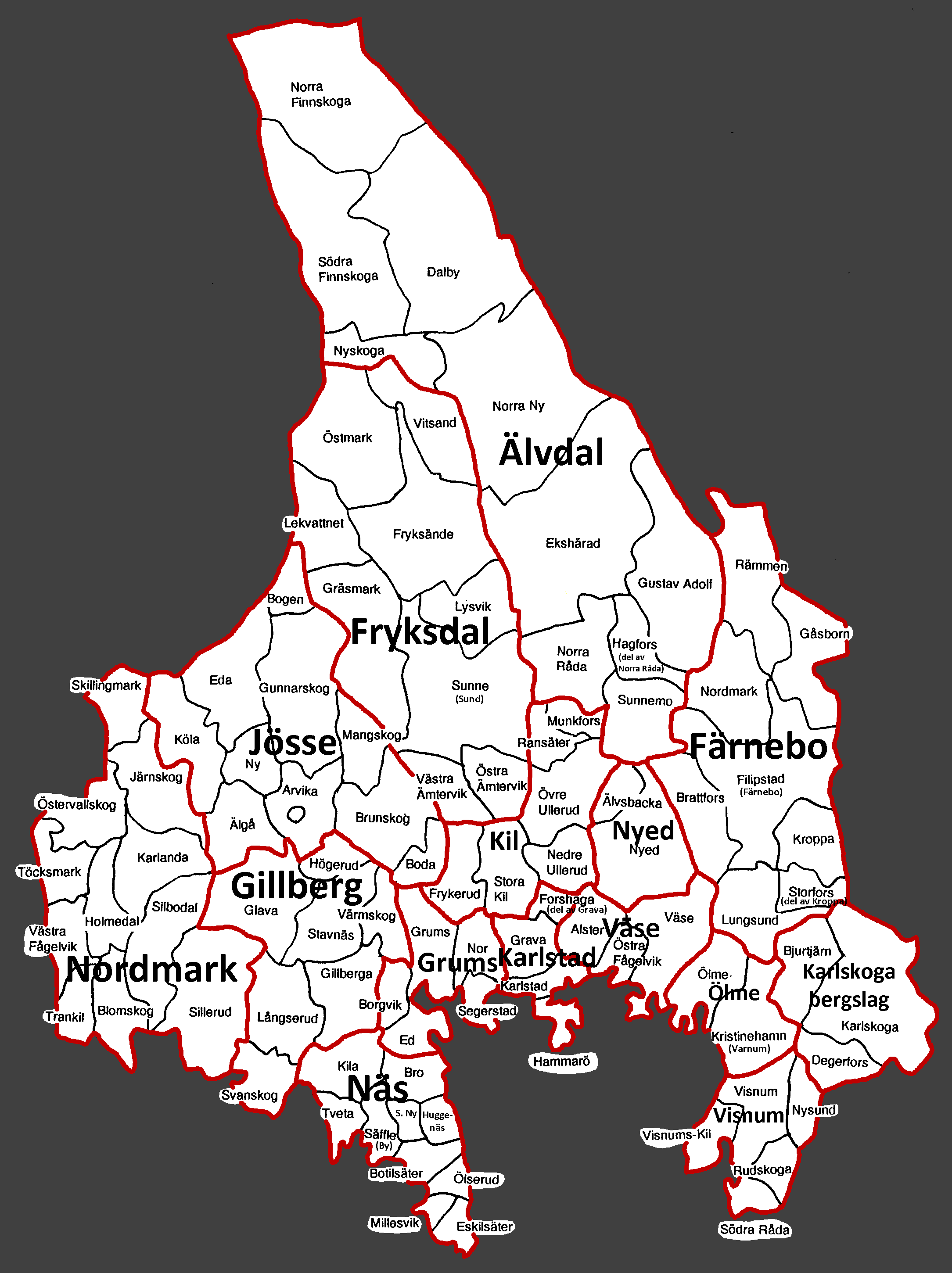
Värmlands härader.

### Socknar
Nordmarks härad omfattade elva socknar.
I nuvarande Årjängs kommun:
- Blomskog
- Holmedal
- Karlanda
- Sillerud
- Silbodal
- Trankil
- Töcksmark
- Västra Fågelvik
- Östervallskog

samt
- Årjängs köping

I nuvarande Eda kommun:
- Järnskog
- Skillingmark

## Historia
Namnet Nordmark kommer av att området under medeltiden utgjorde norra delen av Markerna ("Markir"), d.v.s. de omstridda utmarksområdena i gränstrakterna mellan Sverige och Norge. Markerna räknades till Dalsland, vilket i sin tur var en del av Västergötland, och Dalsland inklusive Markerna utgjorde tidvis Dalaborgs län. Först efter medeltidens slut (i och med Axel Oxenstiernas länsreform 1634) kom Nordmark att räknas till Värmland. Årjäng är idag huvudort i bygden, medan övriga tätorter inkluderar Töcksfors och Koppom.

## Län, fögderier, domsagor, tingslag och tingsrätter
Häradet har från 1779 hört till Värmlands län, innan dess Närkes och Värmlands län.  
Häradets socknar hörde till följande fögderier:
- 1682-1795 Västersysslets fögderi
- 1796-1867, 1918-1945 Södersysslets fögderi
- 1868-1917, 1956-1966 Nordmarks fögderi
- 1967-1990 Säffle fögderi för Blomskogs, Karlanda, Silleruds och Holmedals socknar
- 1967-1990 Arvika fögderi för övriga socknar

Häradets socknar tillhörde följande domsagor, tingslag och tingsrätter:
- 1680-1970 Nordmarks tingslag i domsagorna
  - 1680-1742 Jösse, Färnebo, Grums, Karlstads, Näs, Gillbergs, Nordmarks och Nyeds häraders domsaga kallad Västersysslets domsaga
  - 1743-1755 Jösse, Näs, Gillbergs och Nordmarks häraders domsaga kallad Västersysslets domsaga
  - 1756-1778 Jösse, Näs, Gillbergs, Nordmarks och Grums häraders domsaga kallad Västersysslets domsaga
  - 1779-1829 Jösse, Nordmarks och Grums domsaga
  - 1830-1874 Näs, Gillbergs och Nordmarks häraders domsaga, kallad Södersysslets domsaga
  - 1875-1970 Nordmarks domsaga

- 1971-2005 Arvika tingsrätt och dess domsaga
- 2005 Värmlands tingsrätt och dess domsaga

### Webbkällor
- Nordmarks häradssigill på Wermlandsheraldik, 2009-02-25, kl. 15:16
- Nationella arkivdatabasen för uppgifter om fögderier, domsagor, tingslag och tingsrätter